# Karl von Westphalen

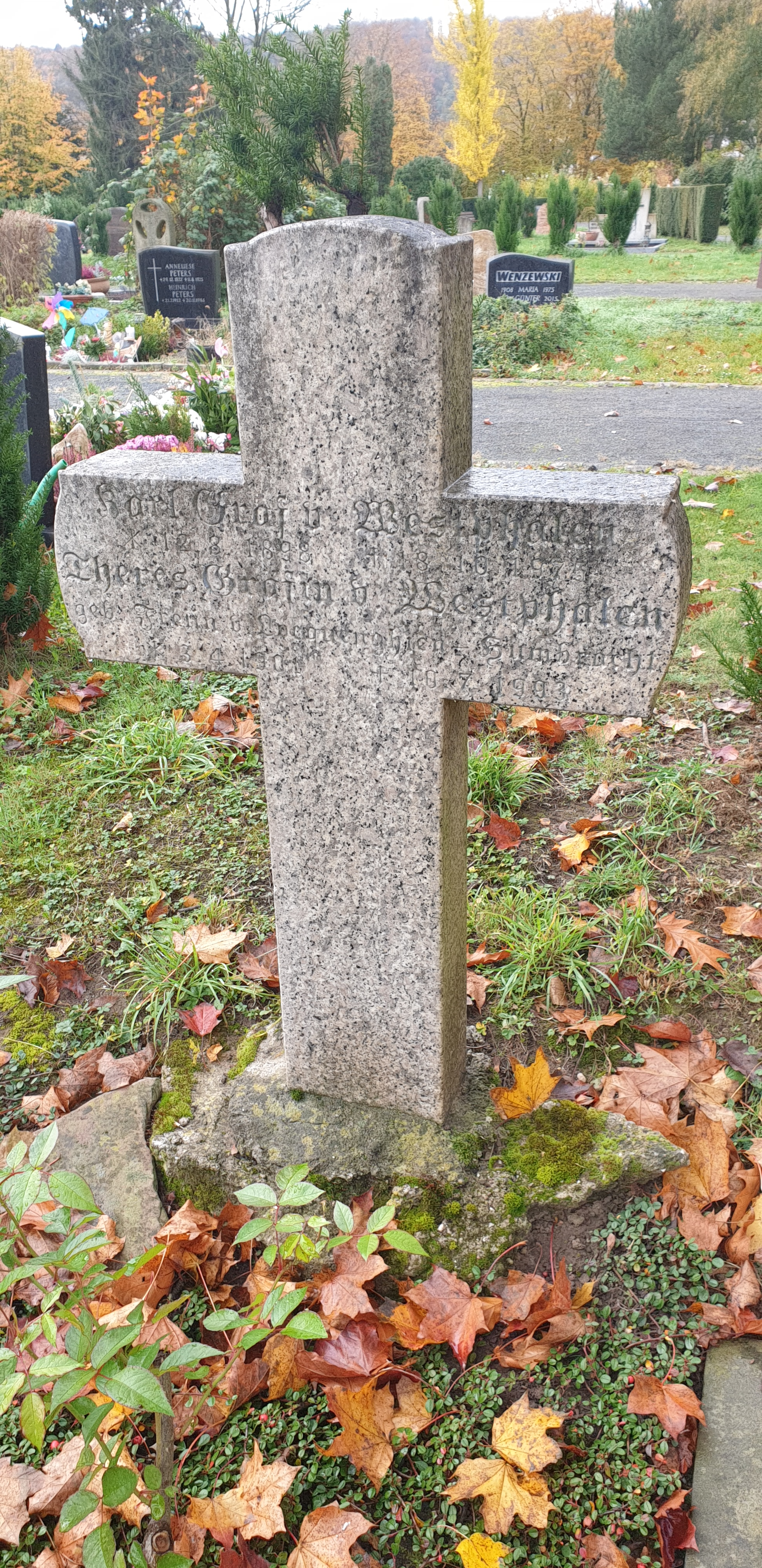
Grab Karl Graf von Westphalens und seiner Frau auf dem Bonner Südfriedhof

Karl Kuno Lubbert Graf von Westphalen (* 12. August 1898 in Münster; † 18. Oktober 1975 in Bonn) war ein deutscher Politiker und Journalist (CDU, später DFU).

## Leben
Karl Graf von Westphalen war der Sohn von Franz Graf von Westphalen zu Fürstenberg (1864–1930) und dessen Ehefrau Lidwine von und zu Eltz-Rübenach (1870–1951). Nach Abschluss des Gymnasiums wurde er Offizier. Zuletzt war er Major.
Am 7. August 1926 heiratete er Therese Freiin von Locquenghien-Humbracht (* 1901), mit der er die Kinder Franz Joseph (* 1927), Constanze (* 1929), Gieselbert (* 1930) und Margarethe (* 1940) hatte.
Er trat nach 1945 in die CDU ein. Auf dem linken Flügel der Partei beheimatet, stand er frühzeitig in Opposition zur Politik Adenauers. 1952 trat er aus Protest gegenüber der Politik der Westbindung aus der CDU aus und gründete den Deutschen Klub 1954, der ähnlich dem Bund der Deutschen ein national-neutralistisches Programm hatte. 1956 hielt er als Gast des Parteitags der Ost-CDU eine Rede. Nach der Gründung der Deutschen Friedens-Union amtierte er von 1962 bis 1966 als deren Präsidiumsmitglied. Karl Graf von Westphalen verfasste mehrere Beiträge für die Deutsche Volkszeitung, außerdem begründete er die Blätter für deutsche und internationale Politik mit.

## Veröffentlichungen
- Karl Graf von Westphalen: In Sorge um die Demokratie. Festrede anlässlich des 14. Jahrestages der Verkündigung des Grundgesetzes am 23. Mai 1963 in Bonn. Bundesvorstand der Deutschen Friedens-Union, Köln-Ehrenfeld 1963.